# Parvodontia
Parvodontia är ett släkte av svampar. Parvodontia ingår i familjen Cystostereaceae, ordningen Polyporales, klassen Agaricomycetes, divisionen basidiesvampar och riket svampar.
|             | Crustomyces                                 |
|             |                                             |
|             | Cystostereum                                |
|             |                                             |
|             | Parvobasidium                               |
|             |                                             |
|             | Cericium                                    |
|             |                                             |
| Parvodontia | \| \| Parvodontia luteocystidia \| \| \| \| |
|             | \| \| Parvodontia luteocystidia \| \| \| \| |
|             | Cystidiodontia                              |
|             |                                             |
|             | Parvodontia luteocystidia                   |
|             |                                             |

|  | Parvodontia luteocystidia |
|  |                           |